# Rubén Azócar
Rubén Azócar (Arauco, 25 de marzo de 1901 - Santiago, 9 de abril de 1965) fue un escritor chileno.

## Estudios y carrera
Concluidos sus estudios en el Seminario de Concepción, hizo cursos especializados de gramática castellana, historia de la literatura española y en particular de la literatura chilena. Fue también alumno de la Facultad de Derecho, pero no llegó a graduarse. Completó el curso de pedagogía, recibiéndose de profesor de Estado en la asignatura de castellano (gramática y literatura).
Desde 1922 ejerció como profesor de gramática y literatura. Adscrito a la Generación de 1927, escribió libros de poesía como Salterio lírico (1920) y La puerta (1923), el poema El cristal de mi lágrima (1928) y la antología La poesía chilena moderna (1931). Sin embargo, su título más conocido es la novela neorrealista Gente en la isla (1938), en la que describe la vida de los habitantes de Chiloé y que, en opinión de Pablo Neruda, es una de las mejores novelas chilenas.
Rubén Azócar falleció el 9 de abril de 1965, a las 17:40 horas en la Clínica Boston de Santiago, enfermo de un cáncer pulmonar. La noche antes de morir, su imaginación fabuladora le permitió ver a la Muerte que venía a buscarlo, junto a su cama. Acaso guiado por esa misma intuición, despidió a Ricardo Antonio Latcham en su funeral unas semanas antes de seguirlo en el viaje misterioso.